# RoboCopter 300
RoboCopter 300（ロボコプター300）は、日本の川田工業が、既存の有人ヘリコプターを原型機とする形で開発した大型産業用無人ヘリコプター。

## 概要
川田は1987年（昭和62年）の航空事業部設立からバブル崩壊などに伴い1997年（平成9年）に凍結されるまでの間、自社製の有人パーソナルヘリコプターの開発を進めており、パーソナルヘリコプターの操縦を容易にするべく開発されていた自動制御技術を応用する形で、RoboCopter 300の開発を開始した。
原型となったのは有人機であるシュワイザー / ヒューズ 300で、既存機をベースとすることで開発コスト・期間を抑えている。原型機ではコックピットが存在したスペースに操縦系統であるアクチュエータシステムを収めており、各舵用のアクチュエータで部品を共通化することで整備性の向上を図っている。さらに、スロットルの自動調整のためのRPMガバナ、ローターエンゲージ時の操作を自動化するオートエンゲージシステムなどが新たに搭載されている。エンジンは、無人機専用モデルとして自動車用無鉛ハイオクガソリンを燃料にできるよう改造されたライカミング製のHO-360を装備している。機体サイズ故に搭載能力も大きく、容量180 Lの農薬散布装置や空中撮影用のCCDカメラおよび赤外線カメラとカメラスタビライザ、気象観測装置などを搭載できる。
機体の操縦は、73 MHz帯の電波を用いて地上の計器操作盤（プロポ）から行われ、スイッチの切り替えによってラジコン操縦と制御コンピューターによる自動制御の2つのモードを選択することができる。また、操縦不能になった際は自動的にその場に着陸するよう設定がなされている。運航には操縦者の他、飛行前点検などを行う地上操作者と2名の監視者の計4名を必要とする。
1996年（平成8年）10月14日にはヒューズ 300Cを改造した先行開発機が初飛行し、これによる各種実験を経た1997年9月29日には、シュワイザー 300CBを基に新規に製作された試作機（製造型仕様）が川田のヘリ・テクノロジーセンターで初飛行し、良好な操縦性・安定性を示している。その後は2002年（平成14年）頃まで川田社内で自律飛行制御技術などの飛行試験を行った他、産業用途での展開も図られワーナー・グレイでは商用運航が行われている。また、川田と提携していたシュワイザー・エアクラフトによってアメリカなどの海外市場への売り込みも試みられた。後に川田が行った1500シリーズなどの小型無人航空機開発に際しても、RoboCopter 300の自律制御技術が応用されている。

## 諸元（試作機）
出典：「大型産業用無人ヘリコプタ RoboCopter 300」59,60頁、「川田工業、大型無人ヘリの初試験飛行に成功」 39頁。
- 全長：7.37 m
- 胴体幅：1.99 m
- ローター直径：8.18 m
- 全高：2.65 m
- 空虚重量：500 kg
- 全備重量：794 kg
- エンジン：ライカミング HO-360改造（168 hp） × 1
- 航続時間：100分 - 4時間
- 有効搭載可能重量：294 kg
- 乗員：0名